# تراموا هامبورگ
تراموا هامبورگ (آلمانی: Straßenbahnnetz Hamburg) یک سیستم تراموا در شهر هامبورگ، آلمان بود.
این تراموا که در سال ۱۸۶۶ با نیروی حرکتی اسب تأسیس و در سال ۱۸۹۴ برقی شده اما در تاریخ ۱ اکتبر ۱۹۷۸ به طور کلی بسته شده است.

## نگارخانه

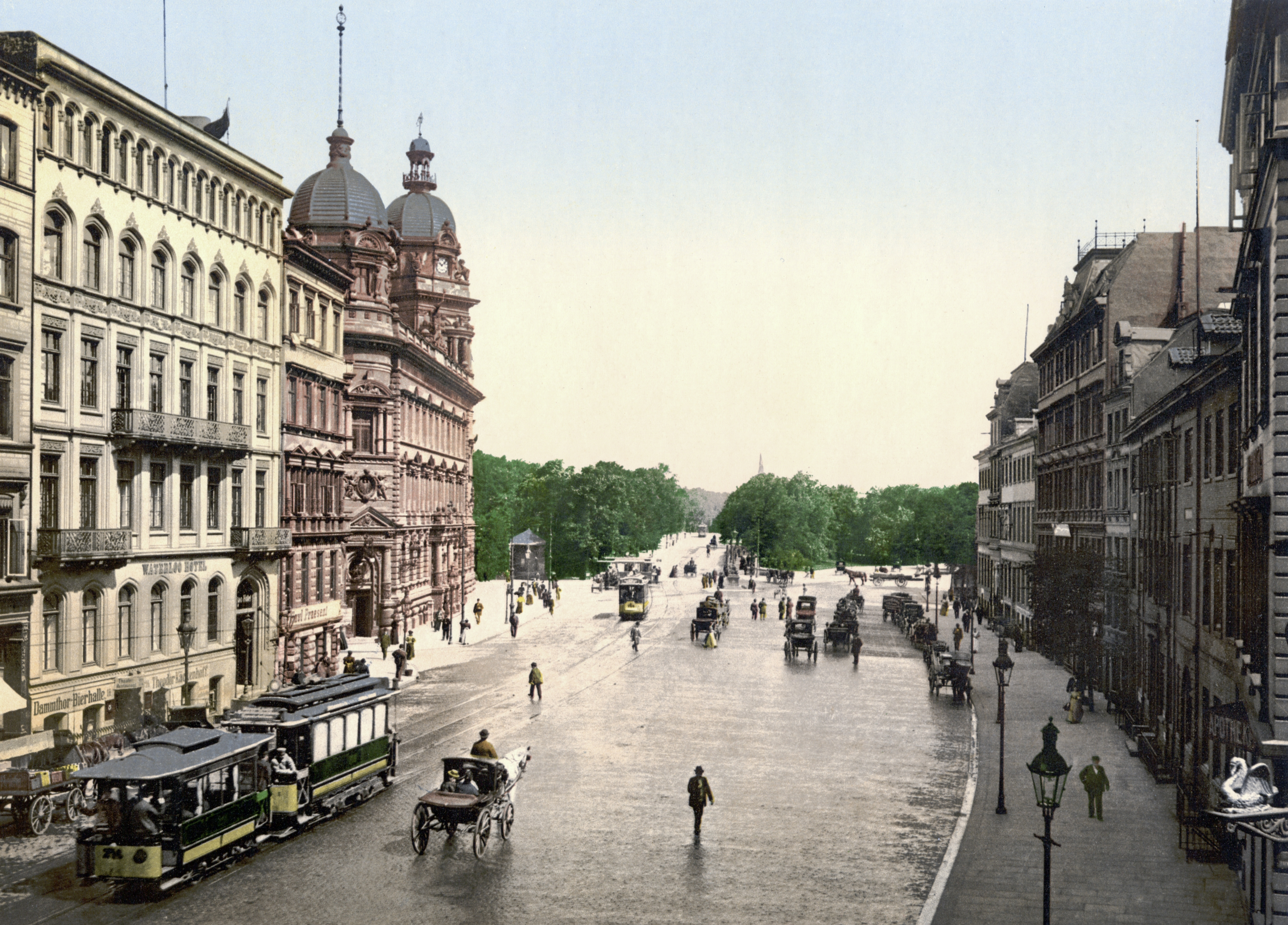
۱۸۹۰-۱۹۰۵
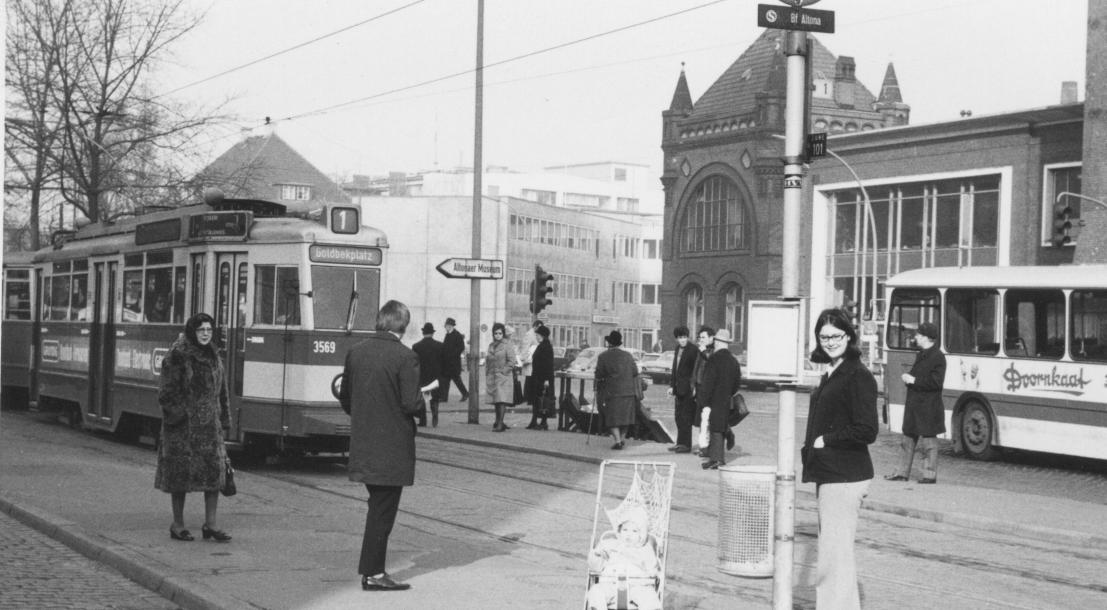
۱۹۷۱
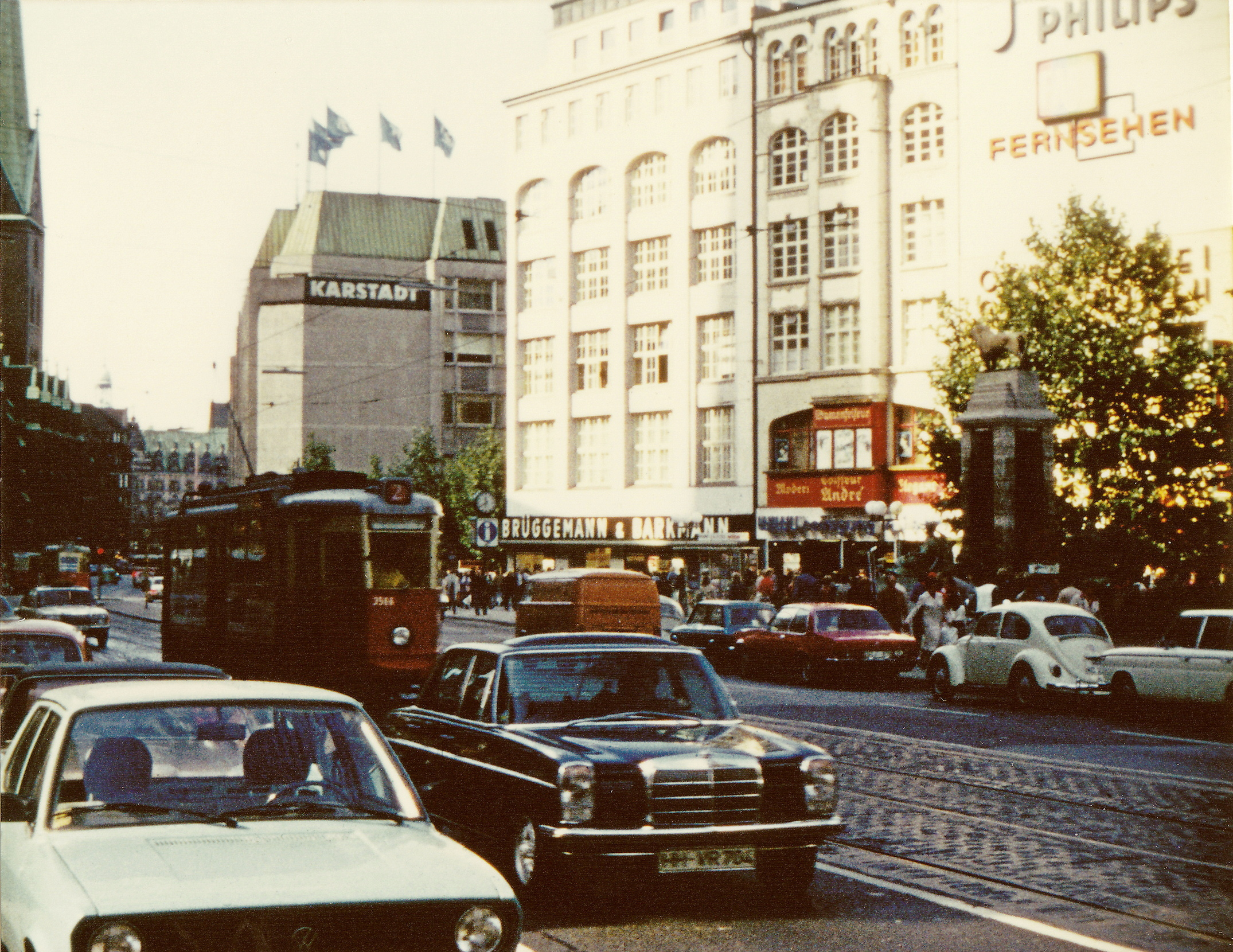
۱۹۷۷
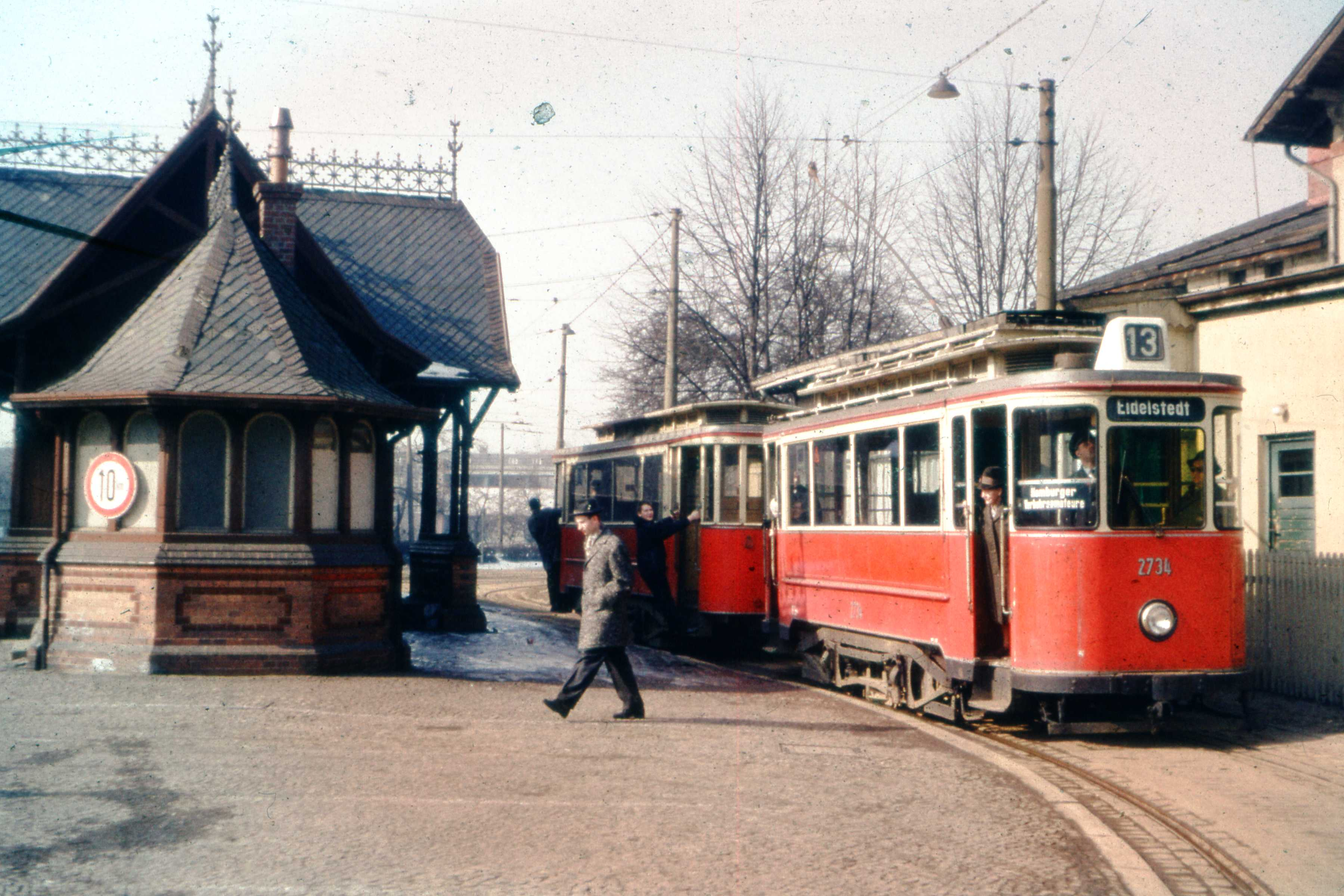
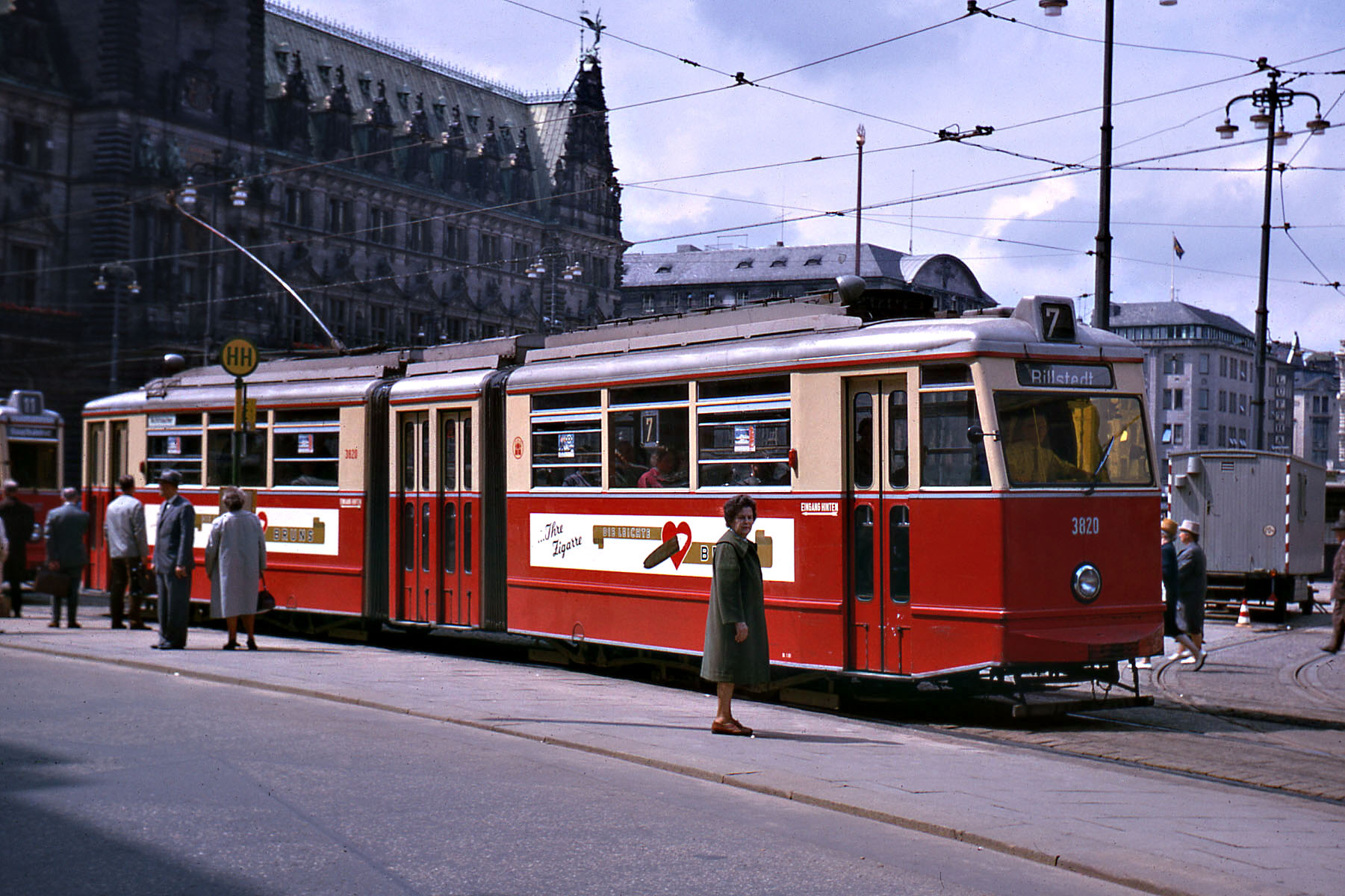
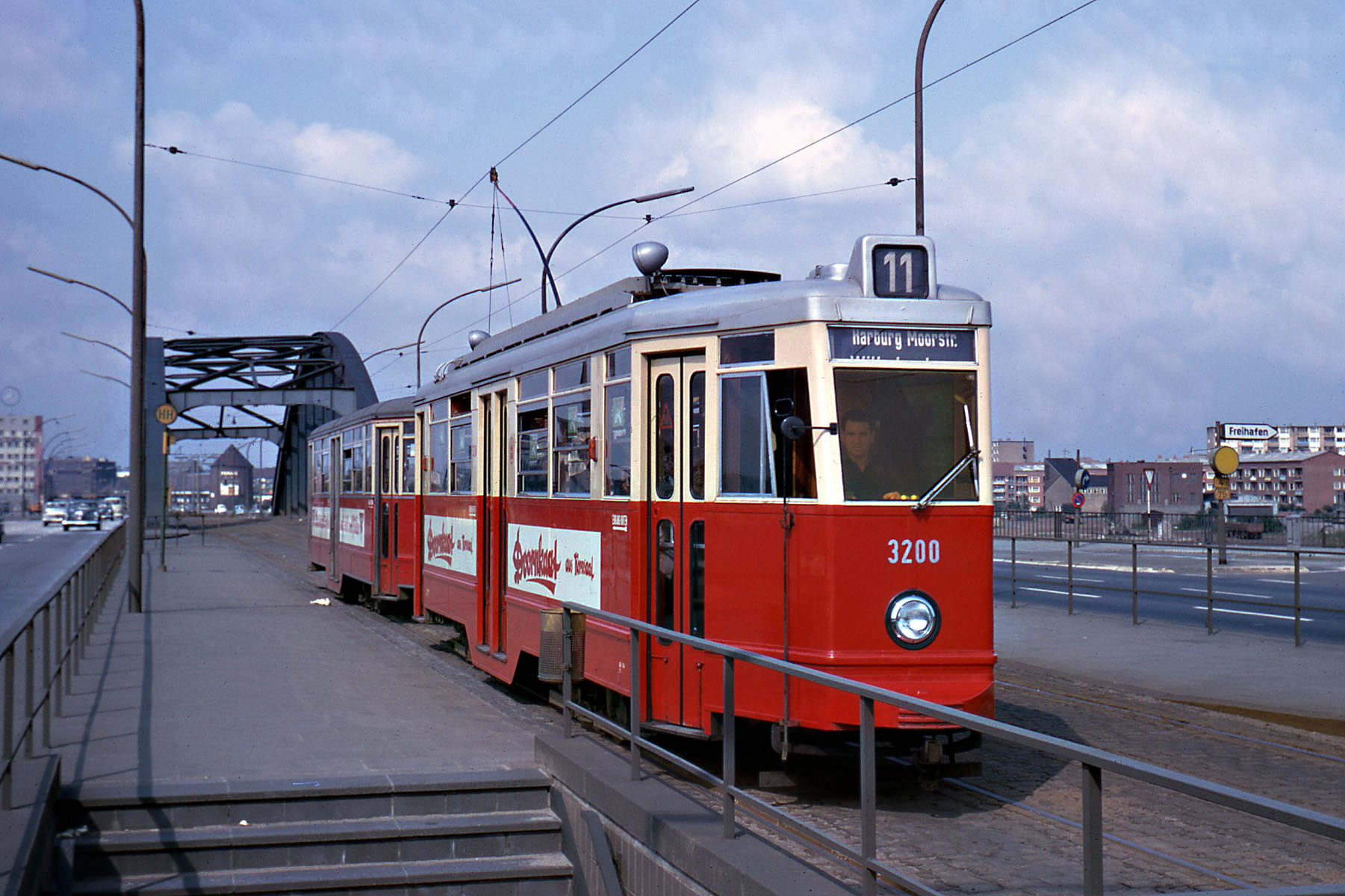